# 이상림(청자상형장)
이상림(청자상형장)은 대한민국 전라남도 강진군 대구면에 있다. 2010년 3월 3일 강진군의 향토문화유산 제40호로 지정되었다.

## 개요
이상림 약력(1941.7.16.) 
- 1970 인간문화재 고현 조기정 선생 서사
- 1973 행남자기 근무
- 1976 이천 동국요 화공실장
- 1995 효광도자기 설립, 제22회 전남 공예품 경진대회 특선
- 1998 제25회 전남 공예품 경진대회 특선
- 2003~2007 제3-7회 강진청자공모전 입선
- 2008 제8회 대한민국청자공모전 최우수상